# Apollonia Iliriei

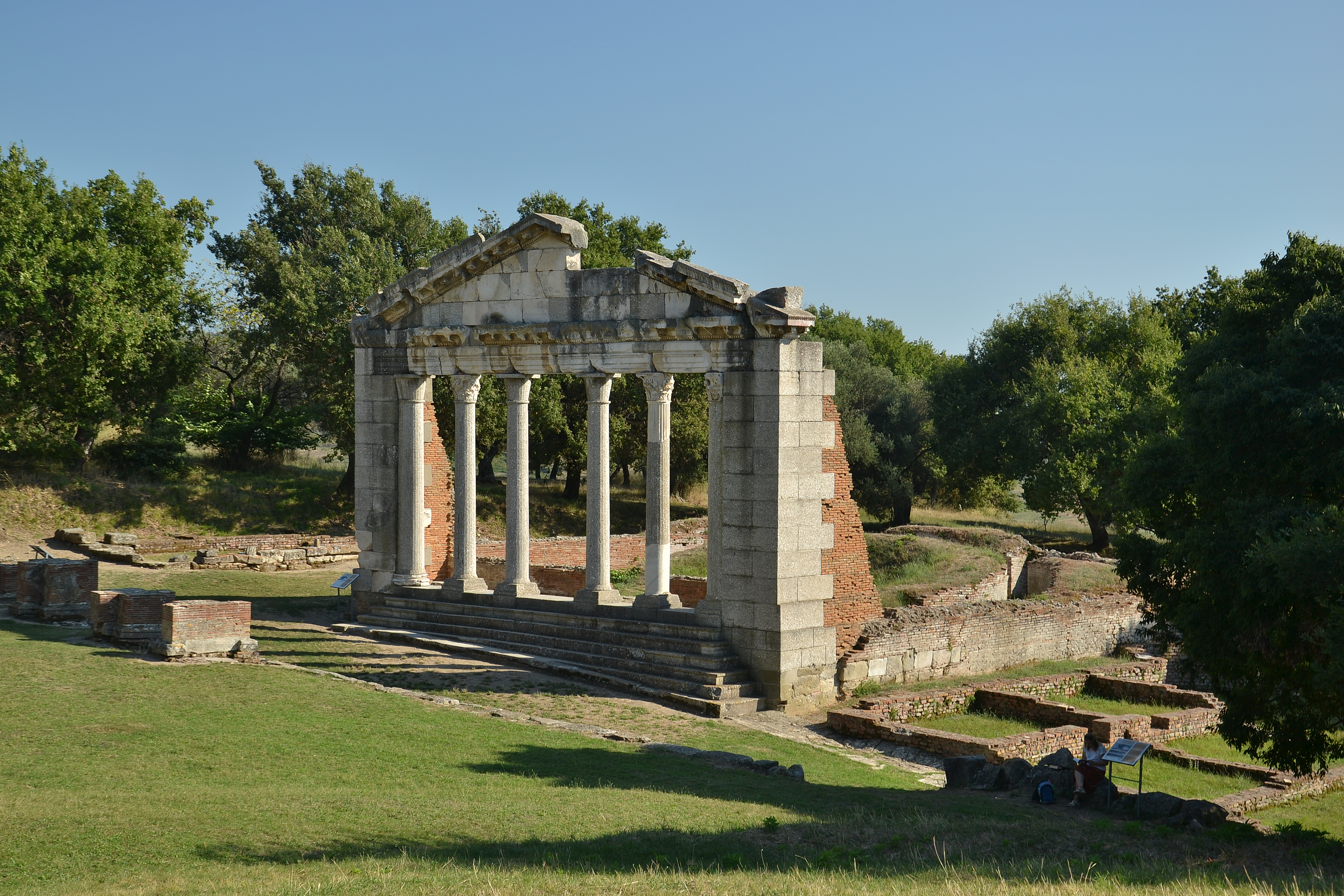
Monumentul lui Agonothetes

Apollonia Iliriei (în greacă veche Ἀπολλωνία κατ᾿ Ἐπίδαμνον sau Ἀπολλωνία πρὸς Ἐπίδαμνον, Apollonia kat' Epidamnon sau Apollonia pros Epidamnon) a fost un oraș grec antic din Iliria, port la Marea Adriatică și important centru al lumii greco-romane. Fondat în anul 558 î.e.n. de coloniștii greci din Kerkyra (Corfu) și Corinth, a fost unul din cele mai importante orașe ale antichității. Ruinele sunt situate pe teritoriul Albaniei de azi, în regiunea Fier.